# Mus booduga
Mus booduga is een knaagdier uit het geslacht Mus dat voorkomt in Pakistan, India, Zuid-Nepal, Bangladesh, Midden-Myanmar en Sri Lanka. Deze soort is nauw verwant aan Mus terricolor, die soms met deze soort verward wordt. Deze soort stamt af van "Mus indicus" uit het Laat-Pleistoceen, die via een onbeschreven soort afstamt van Mus jacobsi uit het Laat-Plioceen.
M. booduga is een zeer kleine muis; de soort behoort tot de kleinste muizen in Eurazië. Deze soort heeft een witte buikvacht, naar achteren wijzende voortanden en een bruine rug. Vrouwtjes hebben 3+2=10 mammae. Het karyotype bedraagt 2n=40, FN=40.
In onderstaande tabel zijn gemiddelden van maten van M. booduga uit drie verschillende gebieden opgenomen. Alle maten zijn in millimeters, behalve gewicht in gram.
| Maat             | Myanmar | Sri Lanka | India |
| ---------------- | ------- | --------- | ----- |
| Gewicht          | 8,55    | 12,25     | -     |
| Kop-romplengte   | 68,4    | 70,1      | 69,4  |
| Staartlengte     | 50,4    | 63,8      | 58,1  |
| Achtervoetlengte | 14,28   | 15,57     | 15,40 |
| Schedellengte    | 19,36   | 20,36     | 20,10 |